# Онім (село)
Оні́м (каз. Өнім) — село у складі Аксуського району Жетисуської області Казахстану. Входить до складу Аксуський сільського округу.
Населення — 32 особи (2021; 75 у 2009, 174 у 1999, 326 у 1989).